# Diadelia paracostipennis
Diadelia paracostipennis là một loài bọ cánh cứng trong họ Cerambycidae.